# Babacar Sarr (football, 1997)
Pour les articles homonymes, voir Sarr.
Babacar Sarr, né le 24 juillet 1997 à Thiès (Sénégal), est un footballeur sénégalais qui joue au poste de milieu défensif à la JS Kabylie.

## Biographie

### Débuts et vie privée
Babacar Sarr est un footballeur sénégalais natif de la région de Thiès qui joue au poste de milieu défensif. Il commence sa carrière de footballeur dans l'équipe de Wally Daan FC dans sa région natale. Il est issu d’une famille de footballeurs. Son frère cadet Lamine Sarr joue en pro au Sénégal au poste de gardien de but. Il est le cousin de Pape Matar Sarr, Sambou Sarr et Sidy Sarr jouant également tous en pro. Il est aussi le neveu de Sidate Sarr qui est entraîneur pro au Sénégal.

### En clubs
Babacar Sarr joue dans d'autres clubs du championnat sénégalais à Mbour Petite-Côte FC avec qui il joue la Coupe de la confédération 2018, à l'AS Pikine et le Teungueth FC. Sarr est champion du Sénégal en 2021 avec le Teungueth FC et dispute la Ligue des champions de la CAF 2020-2021 avec le club de Rufisque atteignant les phases de groupe. Il rejoint le club tunisien de l'Olympique de Béja évoluant dans le championnat tunisien en septembre 2021 pour un contrat de deux ans; club dans lequel Sarr remporte la Coupe de Tunisie 2022-2023 avant de rejoindre un autre club du championnat tunisien, l'US Monastir en juillet 2023. Sarr quitte la Tunisie pour rejoindre le championnat tanzanien en janvier 2024 en signant chez le Simba SC. Avec le club tanzanien, il joue la Ligue des champions de la CAF 2023-2024 atteignant les quarts de finale et remporte la finale de la Coupe Muungano 2024 en avril 2024 en inscrivant dans une victoire de 1-0 le but victorieux face à le Azam FC. En juillet 2024, il rejoint sur un transfert libre la JS Kabylie dans le championnat algérien pour un contrat de trois ans.

## Palmarès

### En clubs
Teungueth FC 
- Championnat du Sénégal (1) : 
  - Champion : 2021

 Olympique de Béja (1) :
- Coupe de Tunisie
  - Vainqueur : 2023

 Simba SC (1) :
- Coupe Muungano
  - Vainqueur : 2024